# Loricaria
Loricaria – rodzaj słodkowodnych ryb sumokształtnych z rodziny zbrojnikowatych (Loricariidae). Typ nomenklatoryczny podrodziny Loricariinae. Spotykane w hodowlach akwariowych.

## Występowanie
Ameryka Południowa – na wschód od Andów. Występują w różnorodnych środowiskach.

## Cechy charakterystyczne
Dymorfizm płciowy jest uwidoczniony u poszczególnych gatunków – m.in. hipertroficznie rozwinięte promienie płetwy piersiowej, rozmieszczenie tarczek kostnych oraz rozmiary i kształt zębów.

## Klasyfikacja
Gatunki zaliczane do tego rodzaju:
- Loricaria apeltogaster
- Loricaria birindellii
- Loricaria cataphracta
- Loricaria clavipinna
- Loricaria coximensis
- Loricaria holmbergi
- Loricaria lata
- Loricaria lentiginosa
- Loricaria luciae
- Loricaria lundbergi
- Loricaria nickeriensis
- Loricaria parnahybae
- Loricaria piracicabae
- Loricaria pumila
- Loricaria simillima – zbrojnik ekwadorski[4]
- Loricaria spinulifera
- Loricaria tucumanensis

Gatunkiem typowym jest Loricaria cataphracta.